# Victoria Park (Toronto Subway)

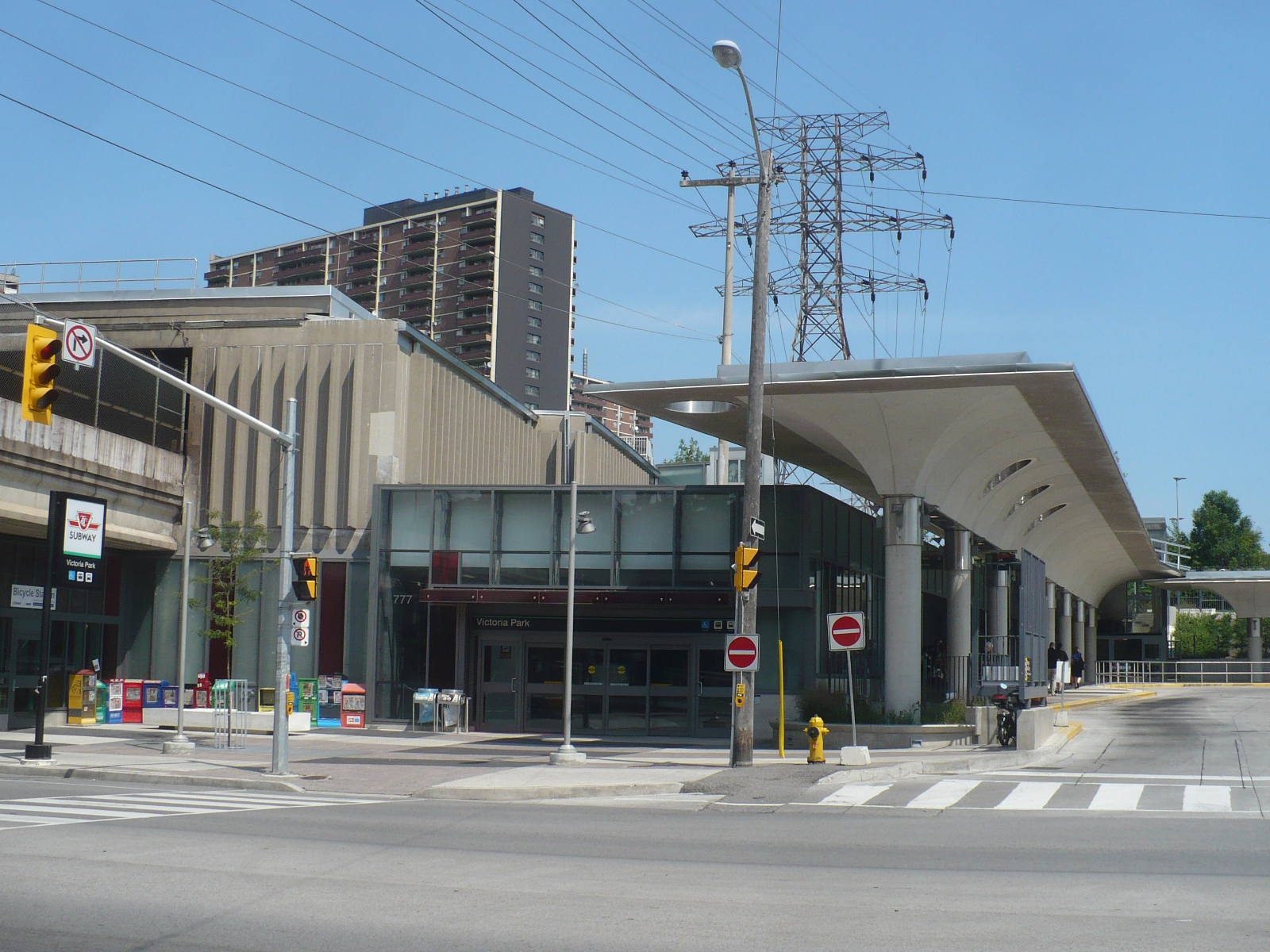
Stationsgebäude

Victoria Park ist eine oberirdische U-Bahn-Station in Toronto. Sie liegt an der Bloor-Danforth-Linie der Toronto Subway, an der Victoria Park Avenue und einen Block nördlich der Danforth Avenue. Die Station besitzt Seitenbahnsteige und wird täglich von durchschnittlich 30.780 Fahrgästen genutzt (2018).
Die Strecke verlässt kurz vor Victoria Park den Tunnel; es folgt eine Brücke über der Straße und im Stationsbereich, anschließend verläuft die Strecke ebenerdig und wendet sich dabei in nordöstliche Richtung. Es bestehen Umsteigemöglichkeiten zu fünf Buslinien der Toronto Transit Commission (TTC), außerdem steht den Pendlern ein Park-and-ride mit 270 kostenpflichtigen Parkplätzen zur Verfügung. Die Eröffnung der Station erfolgte am 11. Mai 1968, zusammen mit dem Abschnitt Woodbine – Warden.
Im Rahmen eines Modernisierungsprogramms wurde die Station umfassend erneuert. Die Arbeiten begannen im Herbst 2008 und dauerten drei Jahre. Der Einbau von Aufzügen garantierte die Barrierefreiheit, außerdem gestaltete man die Anlage künstlerisch. Den auf dem Stationsdach gelegenen Busterminal ließ die TTC abbrachen und ersetzte ihn im Mai 2010 durch eine ebenerdige Anlage; das neue Dach ist begrünt.